# Buceo técnico

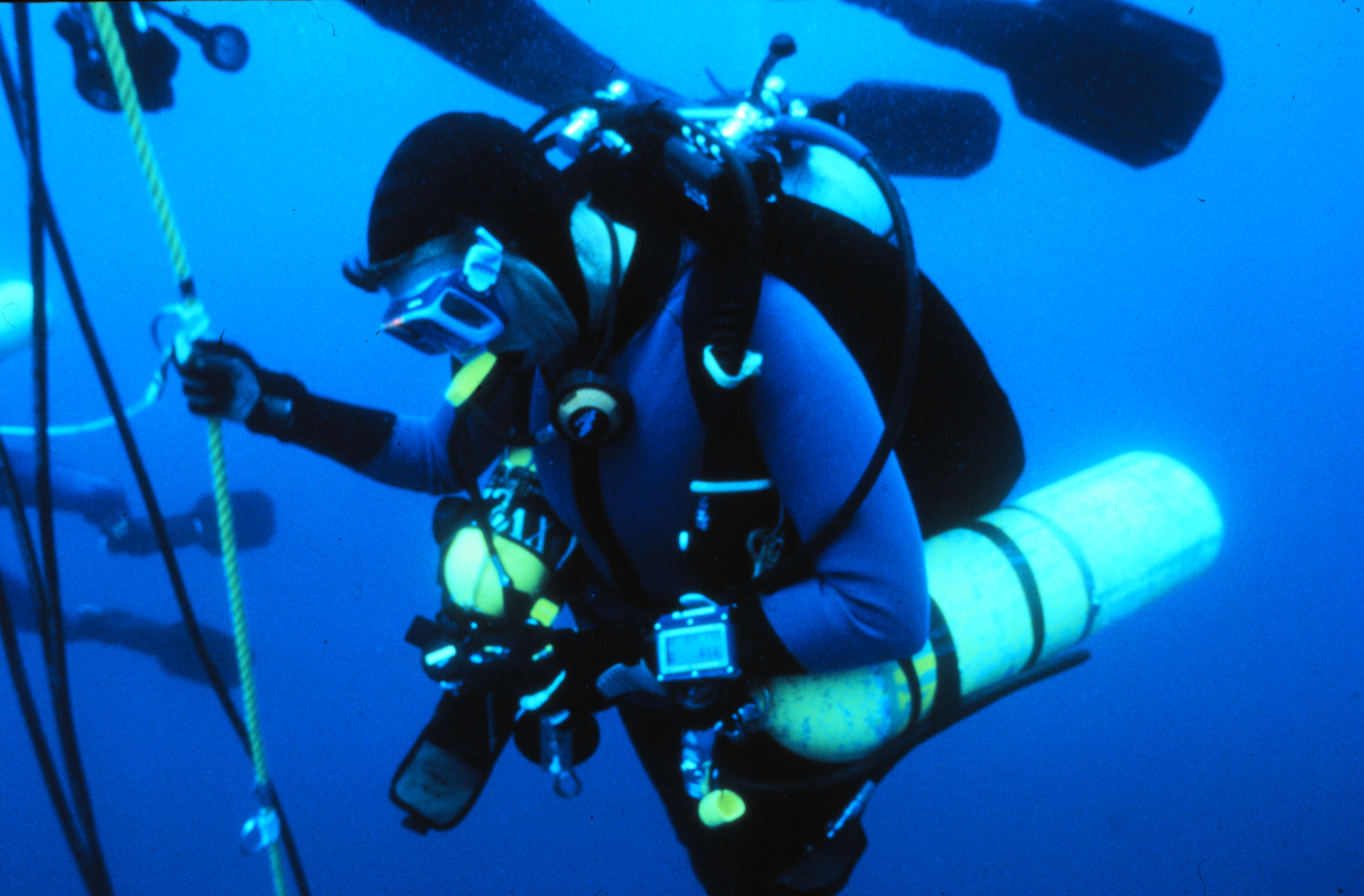
Buceador técnico realizando la descompresión.

El buceo técnico (también llamado buceo tec, tech o tek) es una forma de buceo que precisa de equipo y adiestramiento específicos para su práctica. Este adiestramiento o técnicas se refiere a aquellas que utilizan más de dos mezclas respiratorias, o que se realizan en grutas inundadas con uso de técnicas específicas.[cita requerida] El término "buceo técnico" fue empleado por primera vez por Michael Menduno, editor de la revista Aquacorps, en 1991.[cita requerida]

## Criterios para su definición
Los criterios que se han usado para definirlo son:
- La profundidad.
- Uso de recirculadores (rebreather).
- Uso de mezclas de aire enriquecidas (Nitrox).
- Uso de mezclas de gases distintos al aire (Trimix, Heliox, Neox, Hídrox ...).
- Buceo en grutas si se superan las zonas alcanzadas por la luz del día.
- Buceo en grutas con más de 30 metros hasta una salida o cámara de aire.
- Necesidad de paradas descompresivas.

Sin embargo, aunque hay quien defiende que el buceo técnico exige un equipo y entrenamiento específicos, y que no existe continuidad entre buceo recreativo y técnico, otros piensan que no está claro que el llamado "buceo técnico" no sea sino una forma más avanzada del concepto de buceo recreativo.
Debido a estas distintas concepciones, las numerosas asociaciones internacionales de buceo utilizan diversos criterios para establecer la frontera entre buceo recreativo y técnico, sin que se pueda decir que predomine claramente una sobre las demás.[cita requerida]

## Definiciones
Según la International Diving Safety Standards Commission (IDSSC ) [cita requerida], el buceo técnico evolucionó principalmente en función de la necesidad de buceadores recreativos, que fueron a buscar informaciones y procedimientos aplicados en el buceo comercial para alcanzar sus objetivos y que pasaron a usar equipamientos más avanzados, mezclas gaseosas y procedimientos descompresivos, antes empleado solo por el buceo comercial.[cita requerida]
Otra concepción más blanda es la que considera como técnica toda aquella inmersión en la que el buceador no pueda salir directamente a la superficie si se presenta una emergencia.[cita requerida]
Esta última definición es la adoptada por la asociación de buceo más extendida, la Asociación Profesional de Instructores de Buceo (PADI), que para buceadores noveles establece una profundidad recomendada de 18m, no considerando en ningún caso recreativas las inmersiones que desciendan más allá de 40m.
La diferencia entre estas definiciones es, no obstante, más conceptual que real, ya que para no poder salir inmediatamente a superficie deben producirse aproximadamente las mismas situaciones que se enuncian en las definiciones más exigentes: por ejemplo, cuando debido a la profundidad y tiempo de permanencia bajo el agua, haya necesidad de hacer paradas "deco" o de descompresión antes de salir a superficie, o bien cuando la inmersión se desarrolle en espacios confinados (cuevas, túneles horizontales...) impidiendo la inmediata salida vertical hacia la superficie.[cita requerida]